# Home Free
Home Free est un groupe américain de cinq chanteurs a cappella, Austin Brown, Rob Lundquist, Adam Rupp, Tim Foust et Adam Chance.  
Initialement modeste groupe de spectacles, ils ont réalisé environ 200 spectacles par an à travers les États-Unis ; le groupe a petit à petit adopté la position d'un groupe officiel de country, sortant plusieurs albums sous des labels importants. 
Le groupe a participé à la quatrième saison de The Sing-Off sur NBC en 2013. Ayant arrangé une version a capella de I Want Crazy de Hunter Hayes, ils remportèrent finalement la compétition, rapportant au groupe 100 000 $ et un contrat d’enregistrement avec Sony. 
Home Free a sorti son premier album sous un label majeur, Crazy Life, le 18 février 2014. Il a été publié numériquement le 13 janvier. 

## Histoire
Le groupe Home Free a été créé en 2000 par Chris Rupp à Mankato, dans le Minnesota, alors que certains de ses membres étaient encore adolescents. Les cinq membres fondateurs étaient les frères Chris et Adam Rupp, Matt Atwood, Darren Scruggs et Dan Lemke ; le nom du groupe provenait de celui d'un bateau appartenant au grand-père d'Atwood, qui a soutenu financièrement le groupe dans les premières années. Home Free a commencé comme un passe-temps pour les chanteurs, mais le groupe a progressivement gagné en expérience et en popularité. En 2007, ils étaient assez connus pour se lancer dans la musique à temps plein. Les frères Rupp et Matt Atwood formèrent pendant cette période le noyau du groupe ; le reste du groupe était assez changeant, les chanteurs ne se restant que provisoirement dans le groupe, notamment ceux assurant le rôle de basse ; une exception étant Rob Lundquist, également originaire du Minnesota, qui a rejoint le groupe en 2008 et ne l'a plus quitté. 
Pendant une grande partie de l'histoire du groupe, ils ont travaillé avec de nombreux chanteurs de basse talentueux, mais sans qu'ils soient engagés à plein temps. En 2007, Chris Foss (actuellement membre du groupe Cantus) a chanté avec le groupe. Elliott Robinson l'a remplacé à la basse en septembre 2008. Il fut à son tour remplacé en juin 2009 par Troy Horne. Plus tard, lors de la même année, Horne est parti pour rejoindre un autre groupe, The House Jacks. Pour remplacer Horne, ils se sont tournés vers Tim Foust, qui a chanté pour la première fois avec eux en tant qu'invité lors de leur tournée de 2010. Originaire du Texas, Foust poursuivait alors en 2011 une carrière de chanteur et compositeur de musique country et venait de sortir un album solo, The Best That I Can Do (dont plusieurs chansons seront reprises par le groupe, version a cappella, par la suite, notamment dans l'album Crazy Life), mais n'était pas prêt à signer à plein temps. Ce fut donc Matthew Tuey qui chanta avec le groupe dans l'intervalle de 2011, jusqu'à ce que Foust les rejoigne définitivement en janvier 2012. 
En 2012, Austin Brown travaillait sur le navire de croisière Royal Caribbean en tant que chanteur vedette dans leurs émissions de production. Quand Home Free a rejoint la croisière en tant que groupe de spectacle invité, ils se sont rencontrés et sont devenus proches. Brown, né à Tifton, en Géorgie, a fait savoir à Home Free qu'il serait intéressé pour rejoindre le groupe si une ouverture se présentait. Et fin 2012, le chanteur principal Matt Atwood, qui s'était marié l'année précédente, attendait avec son épouse leur premier enfant. Constatant que le calendrier des tournées du groupe était incompatible avec la vie de famille et qu'il avait la possibilité de reprendre l'activité immobilière de sa famille à Mankato, Atwood prit la décision de prendre sa retraite du groupe. Home Free a ensuite invité Brown à rejoindre le ténor principal. Il a chanté son premier spectacle avec le groupe en octobre 2012 et est devenu à temps plein en janvier 2013. En 2015, ils ont fait une apparition dans l'album de vacances de Kenny Rogers, Once Again It's Christmas, sur le titre Children Go Where I Send Thee ; la vidéo musicale a été publié en novembre 2015. 
Le 18 mars 2016, il a été annoncé qu'après 16 ans, le fondateur, Chris Rupp, quitterait le groupe pour poursuivre une carrière solo et serait remplacé après le 8 mai par Adam Chance, anciennement de Street Corner Symphony . Chris a ensuite sorti son propre album solo, Shine, et a également formé un nouveau groupe mixte appelé « 7th Ave », basé non a cappella. Full of Cheer de 2014 a été mis à jour en novembre 2016 sous le nom de Full Of (Even More) Cheer.  

## Fond musical et style
Les cinq chanteurs de Home Free ont tous reçu une formation musicale. Rob Lundquist et les frères Rupp ont tous les trois un baccalauréat en musique. L'instrument principal d'Adam Rupp est la trompette, mais il joue également de la batterie, du clavier et de la guitare basse. Depuis leur arrivée, Foust et Brown sont également devenus très actifs dans l’écriture et les arrangements des chansons du groupe. 
En termes de rôles musicaux, Home Free est structuré comme un quatuor vocal traditionnel, avec un ténor principal, deux voix d’harmonie et une basse. Le ténor principal, interprétant la plupart des solos, est Austin Brown depuis 2013. L'harmonie ténor est chantée par Rob Lundquist, l'harmonie baryton par Adam Chance et la basse par Tim Foust, les deux derniers chanteurs alternant parfois leurs rôles. En plus des quatre voix chantées, les percussions sont fournies par le beatboxer Adam Rupp. Bien que Brown soit le principal soliste du groupe (quoique le dernier album du groupe, Dive Bar Saints, laisse au chanteur peu de solos au profit notamment de Rob Lundquist), il arrive à tous les autres membres de chanter parfois aussi des solos. 
Le style de Home Free en tant que groupe de musique country est relativement récent. Avant que Tim Foust, puis Austin Brown, ne rejoignent le groupe, Home Free était un groupe polyvalent a cappella, chantant dans une grande variété de styles et dont le country n'était que mineur. Avec les ajouts de Foust et de Brown, le groupe s'est déplacé davantage dans la direction du country, et a constaté que le public avait bien réagi. Home Free avait auditionné trois fois pour The Sing-Off (avant que Foust et Brown ne rejoignent le groupe) et n'avait pas été accepté. Lors des auditions pour la quatrième saison, ils ont pris la décision de devenir un véritable groupe de country. Dans une interview, Austin Brown a déclaré que c’est ce choix du style country qui a retenu l’attention du directeur de casting de The Sing-Off, qui a déclaré : « You guys really fit something we don’t have. » (« Vous, les gars, vous vous adaptez vraiment à quelque chose que nous n’avons pas. ») 

## Discographie

### Albums
| Titre                     | Détails | Classement | Classement | Ventes        |
| Titre                     | Détails | US Country | US         | Ventes        |
| ------------------------- | --- | ---------- | ---------- | ------------- |
| From The Top              | - Date de sortie : 17 juillet 2007 - Label : Home Free - Avec Chris Rupp, Adam Rupp, Matt Atwood, Joe Fine       | —          | —          |               |
| Kickin It Old School      | - Date de sortie : 30 mars 2009 - Label : Home Free - C. Rupp, A. Rupp, Atwood, Rob Lundquist, Elliott Robinson  | —          | —          |               |
| Christmas Vol 1           | - Date de sortie : 30 mars 2010 - Label : Home Free - C. Rupp, A. Rupp, Atwood, Lundquist, Robinson              | —          | —          |               |
| Christmas Vol 2           | - Date de sortie : 18 janvier 2011 - Label : Home Free - C. Rupp, A. Rupp, Atwood, Lundquist, Robinson           | —          | —          |               |
| Live from the Road        | - Date de sortie : 17 juillet 2012 - Label : Home Free Studios - C. Rupp, A. Rupp, Atwood, Lundquist, Tim Foust  | —          | —          |               |
| Crazy Life                | - Date de sortie : 13 janvier 2014 - Label : Columbia Records - C. Rupp, A. Rupp, Austin Brown, Lundquist, Foust | 8          | 40         | - US : 71 800 |
| Full of Cheer             | - Date de sortie : 27 octobre 2014 - Label : Sony - C. Rupp, A. Rupp, Brown, Lundquist, Foust                    | 12         | 65         | - US : 85 500 |
| Country Evolution         | - Date de sortie : 18 septembre 2015 - Label : Sony - C. Rupp, A. Rupp, Brown, Lundquist, Foust                  | 4          | 46         | - US : 63 200 |
| Full of (Even More) Cheer | - Date de sortie : 11 novembre 2016 - Label : Columbia Records - A. Rupp, Adam Chance, Brown, Lundquist, Foust   | 2          | 36         | - US : 38 500 |
| Timeless                  | - Date de sortie : 22 septembre 2017 - Label : Columbia Records - A. Rupp, Chance, Brown, Lundquist, Foust       | 3          | 28         | - US : 50 900 |
| Dive Bar Saints           | - Date de sortie : 6 septembre 2019 - Label : Home Free - A. Rupp, Chance, Brown, Lundquist, Foust               | 4          | 44         | - US : 14 400 |
| Warmest Winter            | - Date de sortie: 6 Novembre, 2020 - Label: Home Free - A. Rupp, Chance, Brown, Lundquist, Foust                 | 37         | —          |               |
| Land of the Free          | - Date de sortie : 25 Juin, 2021 - Label: Home Free - A. Rupp, Chance, Brown, Lundquist, Foust                   | 40         | —          |               |
| The Sounds of Lockdown    | - Date de sortie : 17 Juin, 2022 - Label: Home Free - A. Rupp, Chance, Brown, Lundquist, Foust                   | —          | —          |               |
| So Long Dixie             | - Date de sortie: 4 Novembre, 2022 - Label: Home Free - A. Rupp, Chance, Brown, Lundquist, Foust                 | TBD        | 132        |               |

### Singles
| Année | Titre                        | Classement | Classement | Album                     |
| Année | Titre                        | US Country | US         | Album                     |
| ----- | ---------------------------- | ---------- | ---------- | ------------------------- |
| 2014  | Angels We Have Heard on High | 30         | 118        | Full of Cheer             |
| 2016  | Try Everything               |            |            | Full of (Even More) Cheer |
| 2018  | Woman, Amen / Female         |            |            | Woman, Amen / Female      |

## Tournées de concerts
Avant leur succès au Sing-Off, Home Free se produisait déjà dans des foires et des festivals à travers les États-Unis, ainsi que sur des bateaux de croisière. Après leur victoire à la compétition, ils ont fait partie de la tournée du Sing-Off, et ont réalisé également de nombreuses tournées à l'occasion de la sortie de leurs différents albums : les Crazy Life Tour (2014), Full of Cheer Tour (2014-15), Spring Tour (2015), Don't It Feel Good Tour (2015-16) ; deux tournées de Noël country (en 2016 et 2017), et une tournée mondiale en 2017 et 2018. En janvier 2016, ils ont entamé leur première tournée hors de l'Amérique du Nord, avec des escales à Birmingham et Londres, en Angleterre, et à St. Andrews, en Écosse (un arrêt prévu à Dublin, en Irlande, a été annulé en raison de problèmes météorologiques). En septembre 2016, ils ont donné leur premier concert en Europe centrale, au « 2nd European Country Festival » à Pertisau, en Autriche. 